# Mohammed Sinwar
Mohammed Ibrahim Hassan Sinwar (arabiska: محمد إبراهيم حسن السنوار), även känd som Abu Ibrahim, född 16 september 1975, var en palestinsk militant politiker och ledare för Hamas och Izz ad-Din al-Qassam-brigaderna från oktober 2024, efterträdande hans bror Yahya Sinwar, efter dennes död samma månad.
Sinwar föddes i Khan Yunis flyktingläger, och spenderade flera år i fängelse, både under Israel och Palestinska myndigheten på 1990-talet innan han senare blev ledare för Hamas. Sinwars familj flydde från Al-Majdal Asqalan (Ashkelon) under Arab-Israeliska kriget 1948. Han gick med i Hamas 1991. Han har utsatts för flera lönnmordsförsök från Israel.
Den 18 maj 2025 rapporterades det i media om att Sinwar skulle ha dödats i en israelisk attack. Israels försvarsmakt avfärdade uppgifterna. Enligt den israeliska försvarsmakten (IDF) hittades Mohammed Sinwars kropp den 8 juni 2025 i en underjordisk passage under Europeiska sjukhuset i Khan Yunis.